# Stohagen-Spantgatan
Uppslagsordet Stohagen leder hit. Det är även ett äldre namn på Stehag i Eslövs kommun.
Stohagen-Spantgatan är ett administrativt bostadsområde i västra Västerås. Området består av delarna Stohagen och Annedal. Området ligger mellan Köpingsvägen och järnvägen (Mälarbanan). I öster gränsar området till Stallhagen. Spantgatan och dess bostadshus utgör områdets västra del.